# Михаил Нагорички
Михаил Нагорички е български духовник, деец на Българското възраждане в Македония, архиерейски наместник в Куманово и председател на Кумановската българска община.

## Биография
Отец Михаил е роден в село Нагоричане, Кумановско (Старо или Младо). През 60-те години на XIX век е ръкоположен за свещеник от митрополит Йоаким Скопски и около 1869 година се заселва в Куманово. В Куманово се присъединява към екзархийското движение, оглавявано от поп Нешо и Гьоро Борозан. Тъй като в Скопие още няма български митрополит, велешкият екзархийски митрополит му дава чин иконом и го прави архиерейски наместник в Куманово. Наричан е Младия иконом, за да се различава от Стария - поп Димитър Младенов, глава на патриаршистката сърбоманска партия в града. Благодарение на усилията на поп Михаил, Гьоро Борозан, Димко Сучка и други лидери на българската община, през втората половина на 1873 година в Куманово екзархийската партия печели проведения истилям (допитване). Истилямът е спечелен от българите с 2/3 в цялата Скопска епархия и в резултат епархията също се сдобива с български владика.
На 17 февруари 1880 година общината пише до екзарха с оплаквания от теглилата на населението от гърците и искане за изпращане на владика. Екзархът ги съветва към твърдост. Но председателят на общината поп Михаил по време на тежките за българщината години на Руско-турската война е арестуван и е в затвора. Екзархът подава такрир до Портата за освобождаването му и успява да го постигне, на поп Михаил е забранено да се върне в Куманово и той е настанен да служи в Одрин. Поп Михаил обаче си тръгва от Одрин и се връща в Куманово, което влошава положението му – задържан е от властите и откаран в Солун, откъдето да бъде изпратен на заточение. Екзархията е уведомена от председателя на Солунската община Кузман Шапкарев, към когото Кумановската община се била обърнала за застъпничество.
Поп Михаил умира в Цариград.